# Kurt Welsch
Kurt Welsh (Neunkirchen, 21 giugno 1917 – 14 ottobre 1981) è stato un calciatore tedesco, di ruolo difensore e centrocampista.

## Carriera

### Nazionale
Giocò la sua unica partita con la nazionale tedesca contro la Lettonia in una vittoria per 3-1.